# Eric Pearl
Eric Pearl, ameriški duhovni učitelj, zdravilec, kiropraktik in utemeljitelj ponovne povezave. * 1955, Pennsauken, New Jersey, ZDA.
Eric Pearl je bil rojen leta 1955 v Pennsaukenu. Po očetu ima judovske korenine in je bil vzgojen v judaizmu. Mati je pri porodu doživela klinično smrt z močno duhovno izkušnjo o obstoju nam nevidnih svetov. Pri petih letih se je družina preselila v Cherry Hill. Eric Pearl naj bi imel že v mladih letih sposobnost »popravljanja« ur svojih prijateljev s preprostim tresenjem in sposobnost vplivanja na vreme v okolici.   Obiskoval je Cherry Hill High School in nato nadaljeval s študijem na Univerzi v Miamiju, kjer so njegova zanimanja nihala med psihologijo in sodobnim plesom. V tem okviru je bilo tudi enoletno obdobje bivanja v Jeruzalemu. Tekom študija si je pridobil izobrazbo iz rolfinga, kasneje pa se je vpisal še na študij kiropraktike na Cleveland Chiropractic College, kjer je leta 1983 diplomiral. Kmalu po zaključku svojega študija je hudo zbolel in imel obsmrtno izkušnjo  s skupino bitij. Deset let je nato delal kot kiropraktik v Los Angelesu. V obdobju bivanja v Los Angelesu naj bi odkril svojo sposobnost napovedovanja potresov.
Leta 1993 se je srečal s tim. »Judinjo romskega porekla« Ciporo Leiserowiz/Ciporo Rekrut, ki mu je pod vplivom mističnega dela J.J. Hurtaka »Knjiga znanja: Enohovi ključi«, na katerega je močno vplivala judovska kabala, opravila aksiatonalno poravnavo (Axiatonal alignement). Po opravljeni aksiatonalni poravnavi so Pearlovi klienti pričeli doživljati nenadne ozdravitve.
Pearl se je nekaj časa posvečal iskanju ključev na seminarjih Carolyne Myss, Deepaka Chopre, Andrewa Weila, Briana Weissa ter v branju duhovnih knjig, kjer je posebno pozornost posvetil Deepaku Chopri in Hurtakovi »Knjigi znanja: Enohovi ključi«, v kateri je iskal informacije o aksiatonalnih linijah. Na seansah z njegovimi klienti naj bi se pojavilo več primerov kanaliziranih sporočil preko klientov. Iz izkušnje v letu 1993 ter iz duhovnega iskanja se je rodila zdravilna tehnika ponovne povezave. Pearl je opazil, da njegovi klienti razvijajo sposobnosti zdravljenja drugih. Zato je razvil program usposabljanja za praktike ponovne povezave. Zaradi obilice dela nima več zasebne prakse, ampak poučuje praktike.